# أحمد عباس يوسف
أحمد عبّاس عبد الرحمن يوسف (1913 - 1980) شاعر سوري. ولد في قرية قرفيص من أعمال منطقة جبلة في محافظة اللاذقية، ودرس في الكتّاب على شيوخ الأدب واللغة في عصره. أولع بالأدب منذ صباه، فانكبّ على مطالعة الذاتيّة في أمّهات الكتب ودواوين الشعرية. عمل عام 1941 رئيسًا لتحرير جريدة صوت الحق في اللاذقيّة. ثم عمل في التعليم الابتدائي. درس بشكل حرّ، ونال عام 1968 الإجازة في اللغة العربية وآدابها من جامعة دمشق. فعمل مدرّسًا للغة العربية في المرحلة الثانوية حتى تقاعده. له شعر الوحدة نظمه إبان مرحلة الوحدة مع مصر، والديوان مجموعة أشعاره الكاملة وبين القديم والجديد، دراسة نقدية. شارك في الحياة الثقافية صحافيًا ومعلمًا وشاعرًا، وكان يلقي قصائده في المراكز الثقافية والأمسيات الشعرية. توفي في مسقط رأسه.

## سيرته
ولد أحمد عباس عبد الرحمن يوسف سنة 1913م / 1332 هـ في قرية قرفيص ونشأ بها وتعلم في كتّاب قريته. ثم تلقى مبادئ اللغة والفقه في 1928، وفي عام 1948 اتجه إلى التعليم الحديث فدرس برنامج الكفاءة وحاز شهادتها الإعدادية، ثم حصل على الثانوية عام 1953، فأهلية التعليم الابتدائي عام 1961، كما نال الإجازة العامة في اللغة العربية وآدابها من جامعة دمشق عام 1968.

عمل رئيسًا لتحرير جريدة صوت الحق في اللاذقية لمدة عام، في 1941. عمل معلمًا وكيلاً في 1947، وبعد حصوله على الشهادة الإعدادية عام 1948 عين معلمًا للغة العربية بالتعليم الابتدائي، ثم انتقل إلى التعليم الثانوي. تنقل فيه بين عدة مدارس ثانوية بمنطقة جبلة حتى أحيل إلى التقاعد في 1973.

كان عضوًا في اتحاد الكتاب العرب بدمشق.

توفي أحمد يوسف في مسقط رأسه في 1980 م/ 1401 هـ.

## شعره
ذكره عبد العزيز البابطين في معجمه وقال عنه «كتب القصيدة العمودية ونوع في قوافيها، واكب موضوعات عصره وقضاياه، من ذلك قصيدته في الترحيب بعودة الشاعر بدوي الجبل من المنفى، يصور فيها مشاعره، فيها تأثيرات من شعر أحمد شوقي في منفاه، نظم الشعر الوطني وعبر فيه عن وعيه بقضايا عصره، وفي مراثيه ملامح تجديد في اللغة والمعاني على نحو ما نجد في قصيدته «الألم الكبير». يتسم شعره بقوة العاطفة وسلاسة اللغة وسطوع الصور والأخيلة التي كثيرًا ما يستلهمها من الطبيعة لتعكس نزوعًا وجدانيًا.»

## مؤلفاته
- شعر الوحدة نظمه إبان مرحلة الوحدة مع مصر،
- الديوان مجموعة أشعاره الكاملة

وله عدة دراسات في المسرح والأدب العربي منها:
- المسرح في الأدب العربي
- بين القديم والجديد

## وصلات خارجية
- في موقع «أرشيف المجلات»